# Roeland Park (Kansas)
Roeland Park é uma cidade localizada no estado americano de Kansas, no Condado de Johnson.

## Demografia
Segundo o censo americano de 2000, a sua população era de 6817 habitantes.
Em 2006, foi estimada uma população de 6954, um aumento de 137 (2.0%).

## Geografia
De acordo com o United States Census Bureau tem uma área de
4,2 km², dos quais 4,2 km² cobertos por terra e 0,0 km² cobertos por água.

## Localidades na vizinhança
O diagrama seguinte representa as localidades num raio de 4 km ao redor de Roeland Park.